# ارواح سیاه (فیلم)
ارواح سیاه (ایتالیایی: Anime nere) یک فیلم درام جنایی به کارگردانی فرانچسکو مونتسی است که در سال ۲۰۱۴ منتشر شد.
این فیلم نامزد دریافت شیر طلایی هفتاد و یکمین جشنواره فیلم ونیز بود و چندین جایزه در این جشنواره و همچنین برندهٔ سه جایزهٔ دیوید دی دوناتلو در ۶۰مین دوره اهدای این جوایز گردید.